# Alan Menken
Alan Irwin Menken (* 22. července 1949 New Rochelle, USA) je americký hudební skladatel a pianista, významný autor scénické a filmové hudby, osminásobný držitel Oscara. Nejvíce je znám jakožto spolupracovník filmového studia The Walt Disney Company.
Po studiích umění na Newyorské univerzitě studoval skladbu u dirigenta a skladatele Lehmana Engela. Pracoval také jako baletní korepetitor. Již v době svých studií začal skládat své vlastní písničky, se kterými vystupoval zejména po newyorských hudebních klubech. Od konce 70. let začal skládat také scénickou a muzikálovou hudbu, kde začal úzce spolupracovat s textařem Howardem Ashmanem. Od konce 80. let se věnuje komponování filmové hudby, za níž získal řadu významných hudebních i filmových ocenění.
Je autorem muzikálu Sestra v akci (premiéra v USA 2006, v české verzi měl premiéru v Hudebním divadle Karlín v r. 2017).

## Filmová hudba
- 2014 Galavant
- 2012 Sněhurka
- 2010 Na vlásku (nominace na Oscara v kategorii nejlepší píseň)
- 2007 Kouzelná romance (nominace na Oscara i Zlatý glóbus)
- 2006 Chundelatý pes
- 2004 Dárek z lásky
- 2004 U nás na farmě
- 2004 Vánoční koleda (televizní film)
- 1997 Herkules
- 1996 Zvoník u Matky Boží (nominace na Oscara i Zlatý glóbus)
- 1995 Aladdin on Ice (televizní film)
- 1995 Pocahontas (2 Oscary za filmovou hudbu, jeden Zlatý glóbus a jedna cena Grammy)
- 1993 Život s Mikeym
- 1992 Aladin (2 Oscary za filmovou hudbu, 2 Zlaté glóby a 4 ceny Grammy)
- 1992 Newsies
- 1991 Kráska a zvíře (2 Oscary za hudbu i nejlepší filmovou píseň, 2 Zlaté glóby a 2 ceny Grammy)
- 1989 Malá mořská víla (2 Oscary za filmovou hudbu, 2 Zlaté glóby a 3 ceny Grammy)
- 1986 Malý krámek hrůz
- 1972 Parades